# Albrecht Unsöld
Albrecht Otto Johannes Unsöld (20 avril 1905 – 23 septembre 1995) était un astrophysicien allemand connu pour ses contributions à l'analyse spectrale des atmosphères stellaires.

## Carrière
Albrecht Unsöld est né à Bolheim (Wurtemberg) en Allemagne. Après des études secondaires à Heidenheim, Unsöld étudia la physique à l’université de Tübingen et à l’université de Munich où, sous la direction d’Arnold Sommerfeld, il obtint son doctorat en 1927. En tant que boursier de la Fondation Rockefeller, il fut assistant à Potsdam et travailla à l’observatoire du Mont Wilson à Pasadena en Californie. Il termina alors son habilitation à Munich en 1929. En 1930, il fut nommé assistant à l’institut de physique théorique de l'université de Hambourg. En septembre 1932, Unsöld devint professeur ordinaire et directeur de l’institut de physique théorique (et de l’observatoire) de l’université de Kiel – un poste qu’il occupa jusqu’à ce que le statut de professeur émérite lui soit accordé en 1973, après quoi il demeura encore actif scientifiquement pendant 15 ans,.
Pendant qu’il était étudiant à Munich, Unsöld fut l’un des nombreux étudiants qui aidèrent Sommerfeld à explorer et à faire progresser la théorie atomique,,.
À Kiel, Unsöld fit une étude poussée des effets de l'abondance des éléments, des décalages Doppler, des champs électriques et des collisions sur la formation et la forme des raies spectrales dans les atmosphères stellaires. Son analyse de l'étoile B0 Tau Scorpii, obtenue en 1939 lors de sa visite des observatoires de Yerkes et de McDonald, constitua la première analyse détaillée d'une étoile autre que le Soleil, et il put déterminer la physique et la composition de l'atmosphère de l'étoile.
En 1947 et en 1948, Unsöld fut président de la Société astronomique.
Unsöld fut éditeur de la revue Zeitschrift für Astrophysik jusqu'à ce qu'elle fusionne avec d'autres revues européennes pour devenir Astronomy and Astrophysics. Il est également l'auteur de nombreux livres, et son livre Physik der Sternatmosphären mit besonderer Berücksichtigung der Sonne fut une bible sur la spectroscopie stellaire quantitative et les sujets apparentés, et plus particulièrement sur celle le Soleil.

## Distinctions honorifiques
- Médaille Bruce en 1956
- Médaille d'or de la Royal Astronomical Society en 1957
- L'astéroïde (2842) Unsöld est nommé en son honneur.

## Ouvrages
- Albrecht Unsöld Physik der Sternatmosphären mit besonderer Berücksichtigung der Sonne (Springer, 1955, 1968, and 1982)
- Albrecht Unsöld Max Planck (Hirt, 1958)
- Albrecht Unsöld Über die mittleren Zustandsgrössen und Spektren der Sternatmosphären in Abhängigkeit von ihrem Wasserstoff- und Heliumgehalt (Vandenhoeck & Ruprecht, 1958)
- Albrecht Unsöld Der neue Kosmos (Springer, 1967 and 1981)
  - Albrecht Unsöld The New Cosmos (Longmans, 1969)
- Albrecht Unsöld Sterne und Menschen: Aufsätze u. Voträge (Springer, 1972)
- Albrecht Unsöld Evolution kosmischer, biologischer und geistiger Strukturen (Wissenschaftliche Verlagsgesellschaft, 1981 and 1983)
- Albrecht Unsöld und Bodo Baschek Der neue Kosmos. Einführung in die Astronomie und Astrophysik (Springer-Verlag GmbH, 1991, 2001, and 2004)
  - Albrecht Unsöld und Bodo Baschek The New Cosmos (Heidelberg Science Library) (Springer-Verlag GmbH, 1991)
  - Albrecht Unsöld, Bodo Baschek, W.D. Brewer (Translator) The New Cosmos: An Introduction to Astronomy and Astrophysics (Springer, 5th Édition, 2005)  (ISBN 978-3-540-67877-9)

## Publications notables
- Albrecht Unsöld Beiträge zur Quantenmechanik des Atoms, Ann. d. Phys. (4) 82 355-393 (1927).  Received 22 December 1926, published in issue No. 3. of 8 February 1927.  As cited in Mehra, Volume 5, Part 2, 2001, p. 959.